# Bill Collins
William Russell Collins, más conocido como Bill Collins (nacido el 15 de agosto de 1953 en Boston, Massachusetts y fallecido en junio de 2008 en Las Vegas, Nevada) fue un jugador de baloncesto estadounidense. Con 2.04 de estatura, su puesto natural en la cancha era el de pívot. Falleció en el 2008 a causa de una embolia pulmonar.

## Trayectoria
- Boston College (1972-1976)
- Cocodrilos de Caracas (1976-1978)
- Pallacanestro Chieti (1978-1980)
- Basket Rimini (1981-1983)
- Basket Mestre (1983-1984)
- Club Baloncesto OAR Ferrol (1984-1985)
- Obradoiro (1985-1987)